# Bijbelse handschriften

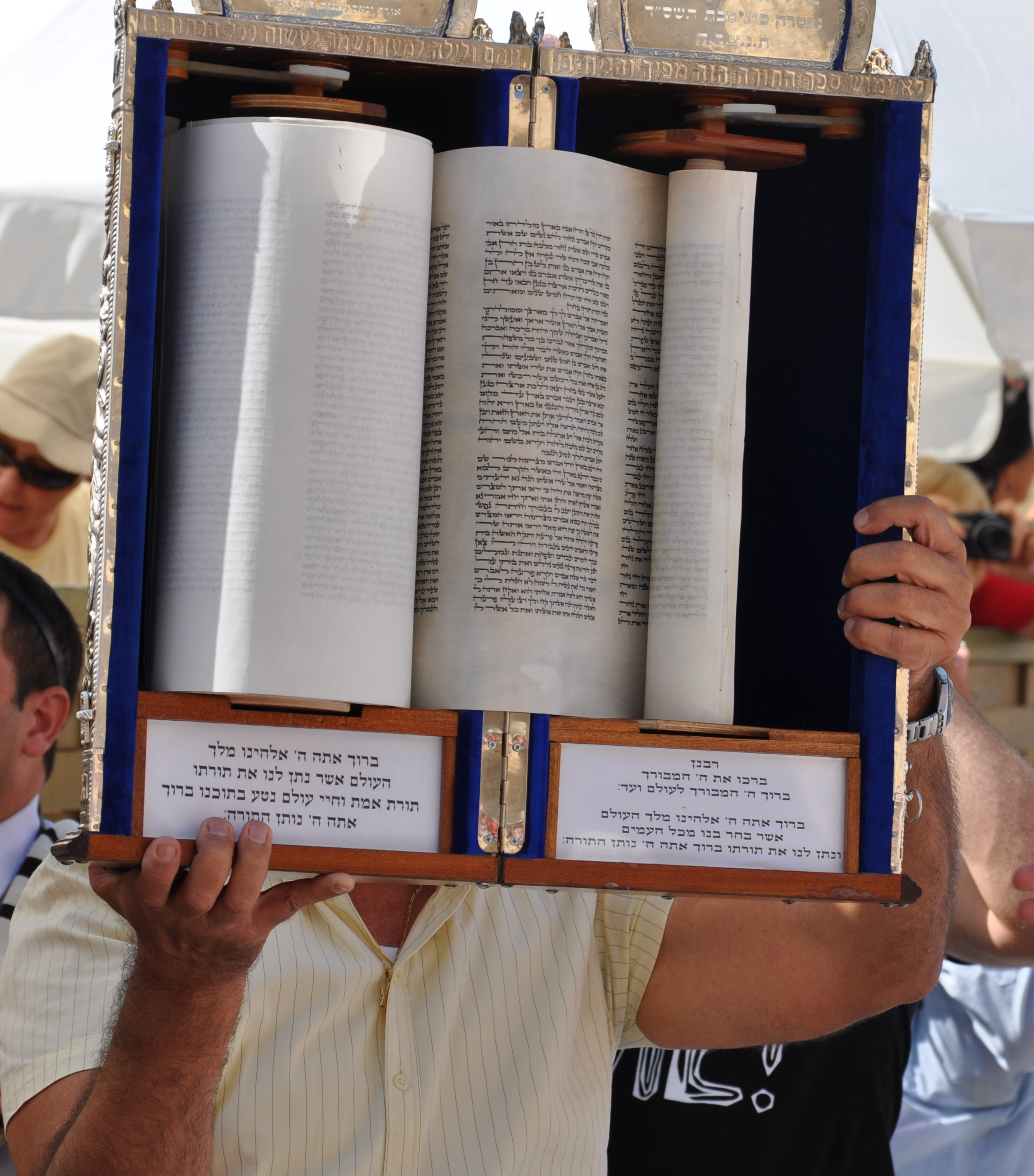
Thorarol tijdens een plechtigheid op het plein bij de Klaagmuur te Jeruzalem

Bijbelse handschriften zijn Bijbels of Bijbelgedeelten die met de hand zijn geschreven. Er waren voor de uitvinding van de boekdrukkunst alleen maar manuscripten, dus met de hand geschreven afschriften. Die vormen het materiaal, waarmee de tekstkritiek tracht de oorspronkelijke Bijbeltekst te reconstrueren.
Handschriften van het Oude Testament zijn afschriften van het eerste, Hebreeuwse, deel van de Bijbel. Handschriften van het Nieuwe Testament zijn delen van het Nieuwe Testament die met de hand zijn geschreven. De boeken met een doctrinaire autoriteit binnen het christendom liggen vast in de canon van de Bijbel.